# Вазуски хидросистем
Вазуски хидросистем (рус. Вазузская гидросистема) представља хидротехнички систем саграђен у горњем делу тока реке Волге, у сливовима њених притока Вазузе, Гжата, Јаузе и Осуге. Систем чине три међусобно повезана вештачка језера Вазуско, Јауско и Верхњерушко смештена на североистоку Смоленске (Сичјовски и Гагарински рејон), западу Московске (Шаховски рејон) и југу Тверске области (Зупцовски рејон), на западу европског дела Руске Федерације. 
У оквиру система постоје и три црпне станице, две од њих пребацују воду из Вазуског у Јауско језеро, а једна из Јауског у Верхњерушко. Постоје и две мање хидроелектране, те два канала Гжат—Јауза и Јауза—Руза. Систем је даље повезан са током реке Рузе и Рушким језером. 
Идејни пројекти за израду овог система настали су још 1957. године, док је већина радова окончана 1978. године. 
Воде из овог језерско-речног система користе се између осталог и за водоснабдевање Москве.